# Школьная медсестра Ан Ын Ён
«Школьная медсестра Ан Ын Ён», или «Медсестра-заклинательница» (кор. 보건교사 안은영, Bogeongyosa An Eun-yeong; англ. The School Nurse Files), — южнокорейский сериал с Чон Юми и Нам Джухёком в главных ролях. Основан на романе 2015 года «Школьная медсестра Ан Ын Ён» Чон Серан. Был выпущен на Netflix 25 сентября 2020 года.

## Сюжет
Ан Ынён — школьная медсестра, способная видеть человеческие желания, чувства и духов в форме «желе». Некоторые из этих желе могут принимать опасные формы. Ан направляют в новую школу, где происходят загадочные происшествия. Вместе с коллегой-учителем Хон Инпхё, вокруг которого есть особое энергетическое поле, защищающее его от желе, она пытается раскрыть эти загадочные дела.

## В ролях

### Основной состав
- Чон Юми — Ан Ынён (кор. 안은영)
- Нам Джухёк — Хон Инпхё (кор. 홍인표)

### Второстепенный состав
- Ли Джуён — Хан Арым (кор. 한아름)
- Ким Мису — Хван Гаён (кор. 황가영)
- Ко Юнджон — Чхве Юджин (кор. 최유진)
- Ю Тхэо — Учитель Макензи (кор. 한아름)
- Ли Сокхён — Кан Мину (кор. 강민우)
- Сим Дальги — Хо Вансу (кор. 허완수)

## Производство
19 декабря 2018 года Netflix объявил, что выпустит шестисерийную адаптацию южнокорейского романа «Школьная медсестра Ан Ын Ён». Его автор Чон Серан написала сценарий сериала, а Ли Гёнми выступила в качестве режиссёра. Сериал был создан компанией Keyeast. Съемки проходили в середине 2019 года.